# Монолог атеїста
«Монолог атеїста» (Ex nihilo) — поема українського письменника Івана Франка, написана у 1885. Літературознавці, зокрема радянські, вважали, що в ній з найбільшою повнотою виразилися атеїстичні погляди поета.
Український літературознавець В. Погребенник назвав твір «вищою мірою вільнодумності для тодішнього галицького поспільства».

## Зміст
Поет розвінчує в поемі легенди про створення Богом світу і людини, стверджує, що не Бог створив людину, а людина — Бога. У вірші поет говорить про час, коли людський розум струсить релігійні пута і знищить Бога так само, як створив його.